# 佐世保市立皆瀬小学校
佐世保市立皆瀬小学校（させぼしりつ かいぜしょうがっこう）は、長崎県佐世保市皆瀬町にある公立小学校。

## 概要
歴史
1874年（明治7年）に「第五大学区第四中学区下等皆瀬小学校」として創立。現校名となったのは学制改革が行われた1947年（昭和22年）。2014年（平成26年）に創立140周年を迎えた。

校区
住所表記で佐世保市の後に「皆瀬町、野中町、十文野町、白仁田町、牧の地町、踊石町、小川内町、菰田町、吉岡町（一部）」が続く地域。中学校区は佐世保市立中里中学校。

校章
鏡とクスノキの葉を組み合わせたものを背景にして、中央に校名の「皆瀬」の文字（縦書き）を置いている。

校歌
作詞は市瀬正生、作曲は富永定共による。歌詞は2番まであり、両番に校名の「皆瀬」が登場する。

## PTA
参加：強制加入となります。
役員：６年間の間に必ず役員を１回お願いします。

## 沿革
- 1874年（明治7年）10月 - 玉依姫神社を校舎として「皆瀬小学校」が創立。
- 1886年（明治19年）9月 - 小学校令の施行により、尋常科（修業年限4年）を設置の上「尋常皆瀬小学校」に改称。
- 1889年（明治22年）4月 - 町村制の施行により、北松浦郡皆瀬村立の小学校となる。
- 1892年（明治25年）4月 - 高等科を併置の上、「皆瀬尋常高等小学校」と改称。
- 1898年（明治31年）6月 - 現在地に移転。
- 1908年（明治41年）4月 - 小学校令の改正により、義務教育年限（尋常科の修業年限）が4年から6年に延長される。
- 1941年（昭和16年）4月1日 - 国民学校令の施行により、「皆瀬村国民学校」に改称。尋常科を初等科に改める。
- 1942年（昭和17年）5月27日 - 皆瀬村が佐世保市に編入されたことにより、「佐世保市皆瀬国民学校」に改称。
- 1947年（昭和22年）4月1日 - 学制改革により、「佐世保市立皆瀬小学校」（現校名）に改称。
- 1956年（昭和31年）10月 - 創立80周年を記念して校旗を制定。
- 1957年（昭和32年）7月 - プールが完成。
- 1963年（昭和38年）
  - 4月 - 鉄筋コンクリート造校舎（6教室）が完成。
  - 6月 - 講堂が完成。
- 1964年（昭和39年）2月 - 鉄筋コンクリート造校舎（9教室）が完成。
- 1965年（昭和40年）2月 - 鉄筋コンクリート造校舎（3教室）が完成。
- 1974年（昭和49年）7月 - 創立100周年記念式典を挙行。新プールが完成。
- 1979年（昭和54年）2月 - 新校舎が完成。
- 1980年（昭和55年）1月 - 新校舎（特別教室）の増築が完了。
- 2006年（平成18年）
  - 2月 - 体育館が完成。
  - 3月 - 新プールが完成。
  - 4月 - まどか教室が開級。

## 交通アクセス
最寄りの鉄道駅
- 松浦鉄道（MR） 西九州線 「皆瀬駅」

最寄りのバス停
- 西肥バス（させぼバスも含む）「皆瀬小学校前」「皆瀬局前」バス停

最寄りの幹線道路
- 国道204号
- 長崎県道11号佐世保日野松浦線

## 周辺
- 皆瀬郵便局
- 皆瀬幼稚園
- かいぜ保育園
- 田代神社
- 青眼寺
- カトリック皆瀬教会

## 参考資料
- 「佐世保市史 教育篇」（1982年（昭和57年）5月20日発行, 佐世保市 市史編さん室）